# Tchebek (pohoří)

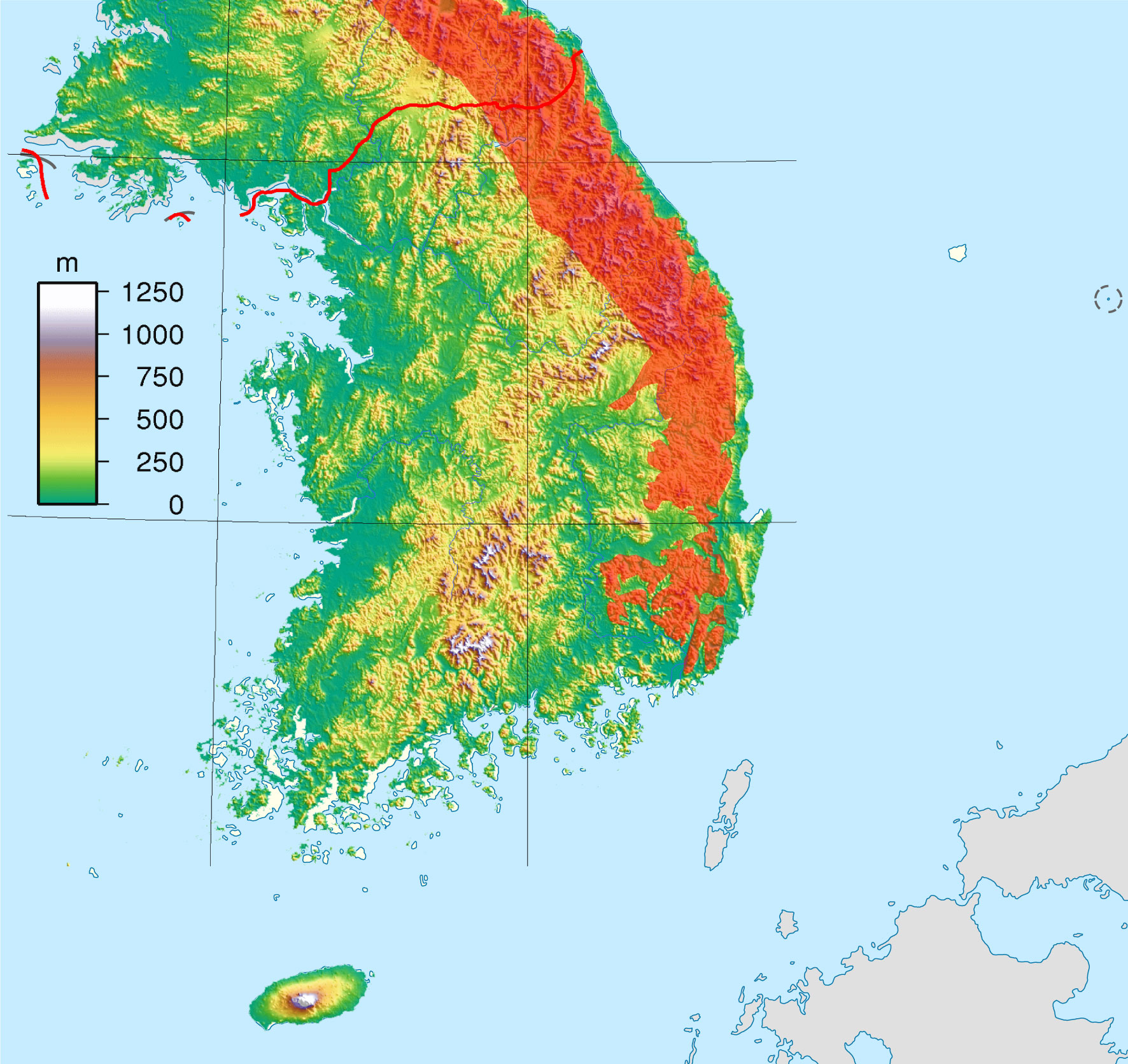
Poloha pohoří na mapě Jižní Koreje

Pohoří Tchebek (korejsky 태백산맥 – Tchäbäk Sanmäk) je největší pohoří na Korejském poloostrově. Nachází se na východě u pobřeží Japonského moře, z větší části v Jižní Koreji, ale zasahuje i do jihovýchodní části Severní Koreje – část severokorejského Tchebeku přiléhající ke korejskému demilitarizovanému pásmu se nazývá Diamantové hory a patří mezi významné turistické cíle v Severní Koreji.
Celková délka od Pusanu na jihu až k Wonsanu na severu je zhruba 500 kilometrů, přičemž horské pásmo je široké až sto kilometrů. Jeho nejvyšším vrcholem je 1708 metrů vysoký Soraksan.
V Tchebeku pramení významné řeky Nakdong a Hangang.